# Teratak Baru
Teratak Baru is een bestuurslaag in het regentschap Kuantan Singingi van de provincie Riau, Indonesië. Teratak Baru telt 764 inwoners (volkstelling 2010).